# Rolling Hills Estates
Rolling Hills Estates, fundada en 1957, es una ciudad ubicada en el condado de Los Ángeles en el estado estadounidense de California. En el año 2000 tenía una población de 7,676 habitantes y una densidad poblacional de 825.9 personas por km².

## Geografía
Rolling Hills Estates se encuentra ubicada en las coordenadas 33°46′25″N 118°21′39″O / 33.77361, -118.36083. Según la Oficina del Censo, la ciudad tiene un área total de 9,34 km² (3,6 mi²), de la cual 9,29 km² (3,6 mi²) es tierra y 0,4 km² (0,2 mi²) (0.56%) es agua.

### Localidades adyacentes
El siguiente diagrama muestra a las localidades en un radio de 8 kilómetros (5 mi) de Rolling Hills Estates.

## Demografía
Según la Oficina del Censo en 2000 los ingresos medios por hogar en la localidad eran de $109,010, y los ingresos medios por familia eran $119,974. Los hombres tenían unos ingresos medios de $100,000 frente a los $52,295 para las mujeres. La renta per cápita para la localidad era de $51,849. Alrededor del 1.7% de la población estaban por debajo del umbral de pobreza.